# Luo Yadong
Luo Yadong (* 15. Januar 1992) ist ein chinesischer Geher.

## Sportliche Laufbahn
Luo Yadong tritt seit 2010 in Wettkämpfen als Geher an. 2011 belegte er den siebten Platz bei den Chinesischen U20-Meisterschaften über 20 km. Bis 2012 verbesserte er sich auf 1:25:31 h über diese Distanz und stellte ein weiteres Jahr später mit 1:23:20 h persönliche Bestleistung auf. 2015 belegte er den achten Platz bei der IAAF Race Walking Challenge in Taicang. Die gleiche Platzierung erreichte er auch zwei Jahre später am selben Ort. 2017 belegte er den zehnten Platz bei den chinesischen Meisterschaften über 50 km. 2018 wurde er bei den gleichen Meisterschaften Vierter. Im März 2019 steigerte sich Luo auf eine Bestzeit von 3:41:15 h über 50 km und qualifizierte sich damit auch für die Weltmeisterschaften in Doha, bei denen er den fünften Platz belegte.

## Persönliche Bestleistungen
Freiluft
- 20-km-Gehen: 1:23:20 h, 1. März 2013, Taicang
- 50-km-Gehen: 3:41:15 h, 9. März 2019, Huangshan